# A Heavy Mental Christmas
A Heavy Mental Christmas è il dodicesimo album in studio degli Helix, uscito nel 2008 per l'etichetta discografica GBS Records.

## Tracce
1. Rudolph the Red-Nosed Reindeer
2. Rockin' Around the Christmas Tree
3. Santa Claus Is Back in Town
4. A Wonderful Christmas Time
5. Jingle Bell Rock
6. Happy Christmas
7. Sock It to Me Santa
8. Jingle Bells
9. Silent Night
10. Christmas Time Is Here Again

## Formazione
- Brian Vollmer - voce
- Jim Lawson - chitarra
- Rick VanDyk - chitarra
- Paul Fonseca - basso
- Brent Niemi - batteria